# BodyRockers
BodyRockers ist eine britische Band, die aus dem australisch-englischen Duo Kaz James (aus Melbourne) und Dylan Durns (aus Canterbury) besteht. Gegründet wurde sie 2004 in Australien, anfangs mit Kaz James als DJ und Dylan Burns als Gitarristen. I Like The Way ist ihr Debüt-Song und gleichzeitig ein Nummer-3-Hit aus Großbritannien, welches 2005 veröffentlicht wurde. Noch im selben Jahr erschien das Album BodyRockers.

## Diskografie
Alben
- 2005: BodyRockers

Singles
- 2005: I Like The Way
- 2005: Round and Round